# Henryk Saar
Henryk (Heinrich) Saar (zm. w 1863) – pierwszy honorowy obywatel miast Jarosławia (1857) i Przemyśla (1858).
Był urzędnikiem gubernialnym we Lwowie, c.k. starostą obwodowym w Przemyślu (1846–1862), dyrektorem c.k. gimnazjum przemyskiego (1846–49). 
Pochodził z arystokratycznej rodziny z Czech. Jego żoną była Matylda z domu Smolka (1805–1880), siostra Franciszka Smolki, pierwsza dyrektorka teatru amatorskiego w Przemyślu (1848).

Odznaczony Orderem Franciszka Józefa.